# Калюжине
Калю́жине —  село в Україні, у Берестинському районі Харківської області. Населення становить 303 осіб. Орган місцевого самоврядування — Павлівська сільська рада.
Після ліквідації Кегичівського району 19 липня 2020 року село увійшло до Красноградського (Берестинського) району.

## Географія
Село Калюжине знаходиться за 4км від річки Оріль (правий берег) і за 2 км від витоків річки Багата. На відстані 2 км розташоване село Павлівка. Через село протікає пересихаючий струмок з загатою. На південно-західній стороні від села, в урочищі Тарасівка, бере початок річка Тарасівка. До села примикає невеликий лісовий масив.

## Історія
- 1816 - дата заснування.

## Економіка
- Молочно-товарна і птахо-товарна ферми.

## Об'єкти соціальної сфери
- Клуб.

## Відомі люди
- Волошин Андрій Максимович - Герой Радянського Союзу

- Селюк Володимир Єлисейович - Кавалер ордена Червоної Зірки